# Битва під Бахмачем

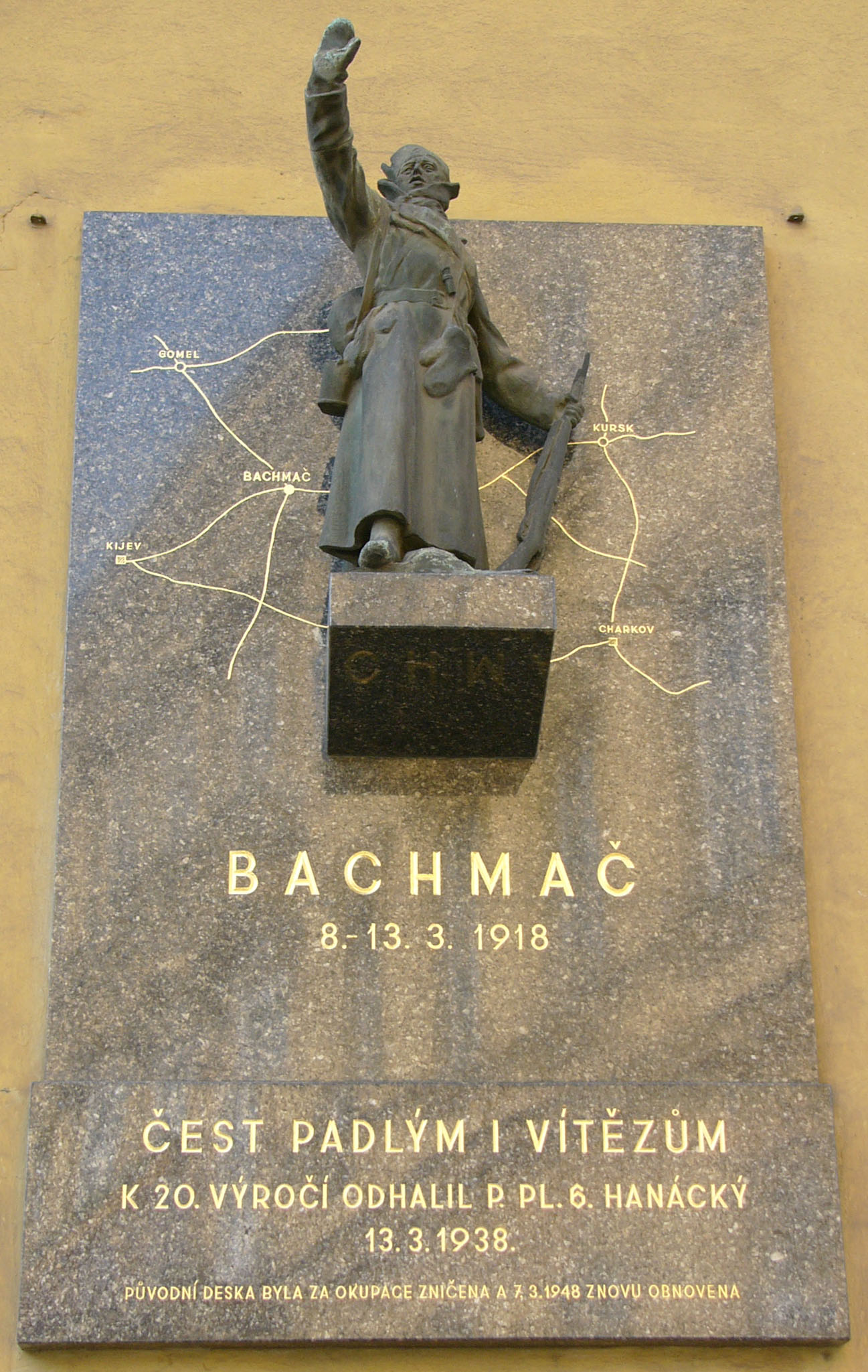
Пам'ятна дошка в Оломоуці — легіонерам, які билися під Бахмачем.

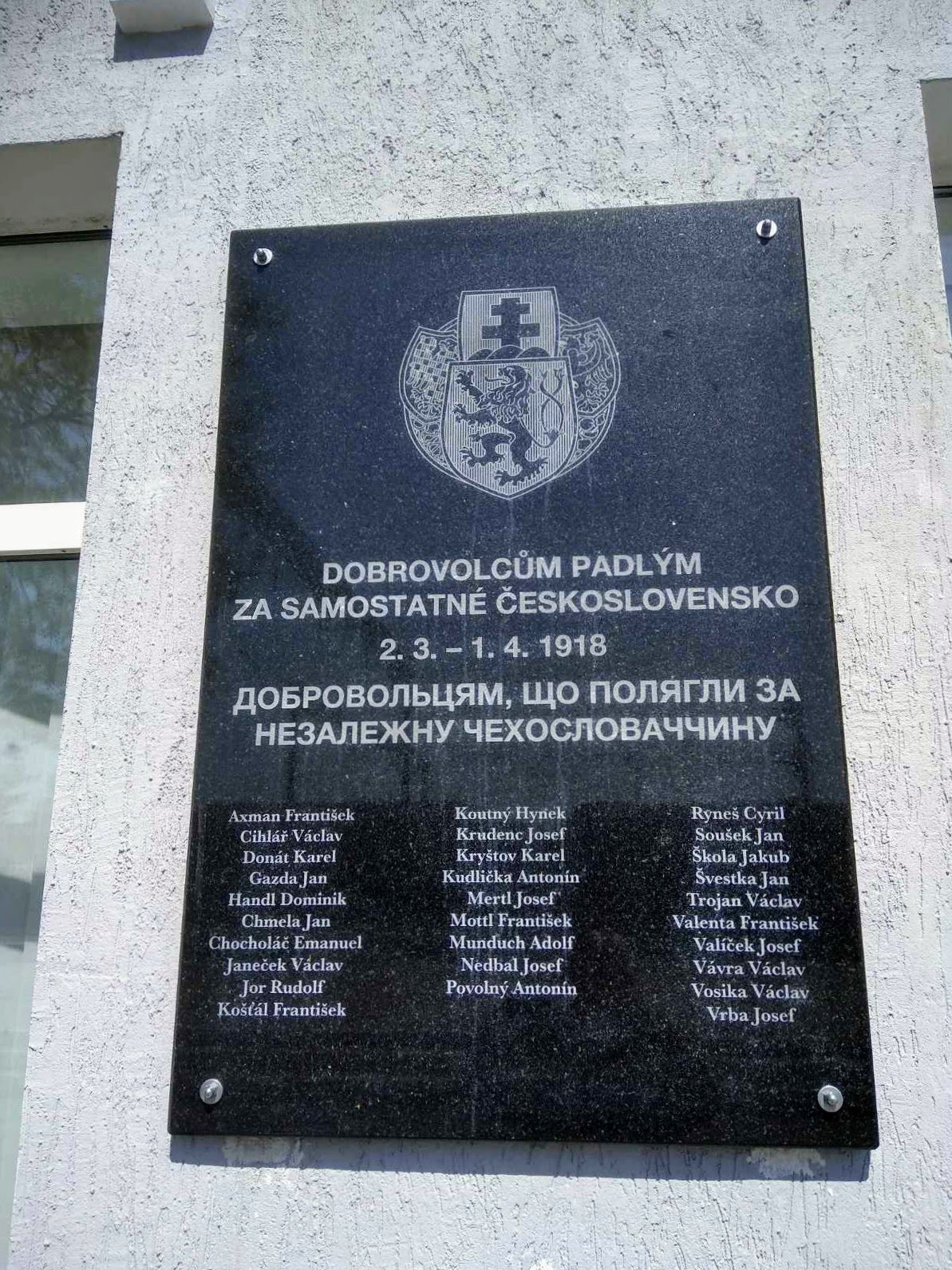
Меморіальна дошка на вокзалі Бахмач-Київський на честь добровольців, що загинули за незалежну Чехословаччину у битві під Бахмачем.

 Битва під Бахмачем — битва між Чехословацькими легіонами, сформованими на території Російської імперії під час Першої світової війни які виступали в ній союзниками більшовицьких військ, і німецькими військами, які як союзники українських військ Центральної Ради очищали територію України від російсько-більшовицького агресора, після укладення 3 березня 1918 року Брестського миру. Битва відбулася поблизу міста Бахмач, Чернігівської губернії в період з 8 по 13 березня 1918 року.

## Історія
Після підписання Брестського мирного договору представниками Української Центральної Ради, делегацією більшовицької Росії та представниками держав Осі 3 березня 1918 Німецька імперія та Австро-Угорщина, за умовами цього військово-політичного договору, вводили свій військовий контингент для звільнення території Української Народної Республіки від більшовиків. Авангардом перед німецькими військами в боях по очищенню території України йшли підрозділи українського війська. Під час цього наступу українська армія поповнювалась масою добровольців із місцевого населення. На території Української Народної Республіки, окупованій Російською радянською республікою, знаходилися частини Чехословацького легіону, що налічували до 42 000 багнетів, які повинні були бути виведені з територій колишньої Російської імперії — спочатку по Транссибірській магістралі, а потім морем, на кораблях країн Антанти. На відміну від уряду Російської радянської республіки, що уклав мир, чехословаки вважали своїм обов'язком продовження збройної боротьби проти Німецької імперії та Австро-Угорщини.
8 березня 1918 р. німецькі війська підійшли до Бахмачу, де в очікуванні завантаження в ешелони перебували підрозділи трьох чехословацьких полків: 4-го Прокопа Голего, 6-го Ганацького і 7-го Татранського. Їм протистояли частини 91-й і 224-ї німецьких піхотних дивізій, що наступали на Бахмач. Оскільки чехословакам загрожувало оточення переважаючими силами противника, а в разі полону і видачі владі Австро-Угорщини, — розстріл «за зраду», легіонери виступили проти німців та 5 днів обороняли Бахмач. Найзапекліші бої проходили 10 березня. У боях під Бахмачем полягло 145 чехословацьких легіонерів, 210 з них були поранені, 41 зник безвісти. Втрати вбитими з німецького боку перевищили 300 солдатів і офіцерів. Кілька сотень були поранені.
Поряд зі Зборівським боєм в 1917 році, бій під Бахмачем став одним із символів боротьби частин Чехословацьких легіонів.